# Kristínardóttir
Kristínardóttir ist ein isländischer Name.

## Bedeutung
Der Name ist ein Matronym und bedeutet Tochter der Kristín. Die männliche Entsprechung ist Kristínarson (Sohn der Kristín).

## Namensträgerinnen
- Arndís Anna Kristínardóttir Gunnarsdóttir (* 1982), isländische Politikerin (Píratar)
- Elsa María Kristínardóttir (* 1989), isländische Schachspielerin
- Embla Kristínardóttir (* 1995), isländische Basketballspielerin